# Annona haitiensis
Annona haitiensis är en kirimojaväxtart som beskrevs av Robert Elias Fries. Annona haitiensis ingår i släktet annonor, och familjen kirimojaväxter. Utöver nominatformen finns också underarten A. h. appendiculata.